# Gulbene
Gulbene er en by i det nordøstlige Letland, med et indbyggertal på 8.057(2016). Byen ligger i Gulbenes distrikt.

## Kendte bysbørn
- Imants Kokars – dirigent